# Orius candiope
Orius candiope är en insektsart som beskrevs av Jon L. Herring 1966. Orius candiope ingår i släktet Orius och familjen näbbskinnbaggar. Inga underarter finns listade i Catalogue of Life.